# 38 (tal)
38 (trettioåtta) är det naturliga talet som följer 37 och som följs av 39.

## Inom matematiken
- 38 är ett jämnt tal.
- 38 är ett semiprimtal
- 38 är ett extraordinärt tal.
- 38 är ett Ulamtal.
- 38 är ett palindromtal i det kvarternära talsystemet.
- 38! - 1 = 523022617466601111760007224100074291199999999, det sextonde fakultetsprimtalet.
- 38 är summan av kvadraterna av de tre första primtalen.
- 37 och 38 är det första paret av konsekutiva heltal som inte är delbara med någon av sina siffror.
- 38 är det största talet som inte kan skrivas som summan av två udda sammansatta tal.

## Inom vetenskapen
- Strontium, atomnummer 38
- 38 Leda, en asteroid
- Messier 38, öppen stjärnhop i Kusken, Messiers katalog